# Jean Nordmann (Kaufmann)
Jean Nordmann (* 6. September 1908 in Seuzach, Zürich; † 21. Mai 1986 in Fribourg) war ein Schweizer Kaufmann und Präsident des Schweizerischen Israelitischen Gemeindebundes (SIG).

## Leben
Jean Nordmann wurde als Sohn des Kaufmanns Isidore Nordmann und Alice (geb. Bloch) 1908 in Seuzach geboren und wuchs in Fribourg auf. Er war ein Cousin von Roger Nordmann. 1925 verliess er das Kollegium St. Michael und absolvierte in Deutschland, England und Frankreich eine Ausbildung zum Kaufmann. Im Jahr 1940 heiratete er Bluette Otschakowsky (* 1919; † 6. November 2010), die Tochter eines Bankdirektors aus Lausanne. Nachdem er mit seiner Frau mehrmals ein Konzentrationslager in Gurs, Frankreich besucht hatte, berichtete er 1941 über die Situation. Er und seine Frau engagierten sich während des Zweiten Weltkriegs für die jüdische Flüchtlingshilfe.
1943 war Nordmann Mitglied des Central-Comités des SIG und von 1944 bis 1980 Mitglied der Geschäftsleitung. In dieser war er von 1944 bis 1945 für das Jugendressort, von 1946 bis 1955 für das Ressort Hilfe und Aufbau und von 1956 bis 1967 für Kulturelles (und Stellvertretung Jugendressort) zuständig. Von 1968 bis 1973 war er Vizepräsident unter der Präsidentschaft von Georges Brunschvig und schliesslich selbst Präsident des SIG von 1973 bis 1980.  Er sass von 1967 bis 1971 ausserdem für die FDP im Grossen Rat in Fribourg. Nordmann war zusätzlich von 1957 bis 1986 Präsident der jüdischen Gemeinde Fribourg, von 1946 bis 1986 aktiv im Vorstand der Christlich-Jüdischen Arbeitsgemeinschaft zur Bekämpfung des Antisemitismus (CJA) engagiert, sowie Offizier der Schweizer Armee bei den Versorgungstruppen und 1964 erster jüdischer Oberst der Schweizer Armee.
Durch seine diversen Kontakte zu Politikern und Kirchenvertretern sowie sein politisches Geschick trug Nordmann wesentlich zum christlich-jüdischen Dialog in der Schweiz bei. Er verstarb 1986 in Fribourg im Alter von 78 Jahren. Sein Nachlass gelangte 2000 und 2001 durch seine Witwe Bluette Nordmann ins Archiv für Zeitgeschichte. Der Bestand dokumentiert vor allem Jean Nordmanns Tätigkeit als Mitglied der Geschäftsleitung sowie als Vizepräsident und Präsident des SIG.